# Le Beau Serge
Pour le voyou des années 1960, voir Christian David (malfaiteur).
Pour plus de détails, voir Fiche technique et Distribution.
Le Beau Serge est un film français de Claude Chabrol, sorti en 1958.

## Synopsis
François, atteint de tuberculose, retourne dans son village de Sardent dans la Creuse, après des années d'absence. Il y retrouve son ami Serge en train de s’enivrer avec son beau-père, Glomaud. Yvonne, la femme de Serge, et Marie, l'autre fille de Glomaud, arrivent au café et ramènent chez eux les deux hommes saouls.
François est peiné par la brutalité de Serge à l'égard d'Yvonne, enceinte à nouveau après le décès d'un premier enfant peut-être trisomique. François va tenter de le faire arrêter de boire mais ce sera sans succès… Lors d'un bal du village, Serge humilie publiquement sa femme en courtisant Marie. François, conscient de l'indécence de son ami, se bat avec lui à l'issue du bal. François ne souhaite pas quitter le village et veut tout mettre en œuvre pour aider Serge.
Lorsque Yvonne est sur le point d'accoucher seule, François part chercher dans la neige son ami Serge. Il réussit à le ramener au foyer familial au moment où Yvonne accouche de leur enfant qui cette fois, contrairement au premier, n'est pas trisomique.

## Fiche technique
- Titre original : Le Beau Serge
- Réalisation : Claude Chabrol
- Assistants réalisateur : Philippe de Broca, Charles Bitsch et Claude de Givray
- Scénario, adaptation et dialogues : Claude Chabrol
- Conseiller technique : Jean-Paul Sassy
- Photographie : Henri Decaë
- Opérateur : Jean Rabier
- Son : Jean-Claude Marchetti
- Perchman : Jean Labussière
- Musique : Émile Delpierre (musique du bal : Géo Legros)
- Montage : Jacques Gaillard
- Assistantes monteuses : Gisèle Chézeau, Janine Oudoul
- Production : Claude Chabrol
- Directeur de production : Jean Cotet
- Sociétés de production : Ajym Films, Coopérative générale du cinéma français
- Sociétés de distribution : Les Films Marceau
- Budget : 37 millions de francs
- Maquillage : Lucette Deuss
- Photographe de plateau : André Dino
- Script-girl : Jacqueline Parey
- Régisseur général : Jean Lavie
- Ventes internationales : Gaumont
- Pays de production :  France
- Langue originale : français
- Format : noir et blanc - 35 mm - 1,37:1 - Mono
- Genre : drame
- Durée : 98 minutes
- Métrage : 2670 mètres
- Dates de sortie : 
  - en première mondiale à Vichy le 6 juin 1958
  - en  Suisse, au Festival international du film de Locarno de  1958.
  - en France le 10 janvier 1959
- Affiche : Boris Grinsson (France)

## Distribution
- Gérard Blain : Serge, le mari d'Yvonne, qui a sombré dans la déchéance
- Jean-Claude Brialy : François, l'ami de Serge qui revient au pays
- Bernadette Lafont : Marie, l'ancienne maîtresse de Serge avec laquelle il renoue
- Edmond Beauchamp : Glomaud
- Michèle Méritz : Yvonne, la femme de Serge, qui a accouché d'un enfant mort-né
- Claude Cerval : le curé
- André Dino : Le docteur Michel
- Jeanne Pérez : Madame Chaunier, l'aubergiste
- Michel Creuze : le boulanger
- Philippe de Broca : Jacques Rivette de la Chasuble
- Claude Chabrol : La Truffe
- Michel Roussange
- Géo Legros et son orchestre
- Harry Max
- Jean Gruault
- Jacques Doniol-Valcroze (sous le pseudonyme d'Étienne Loinod)
- Christine Dourdet[1]

## Autour du film

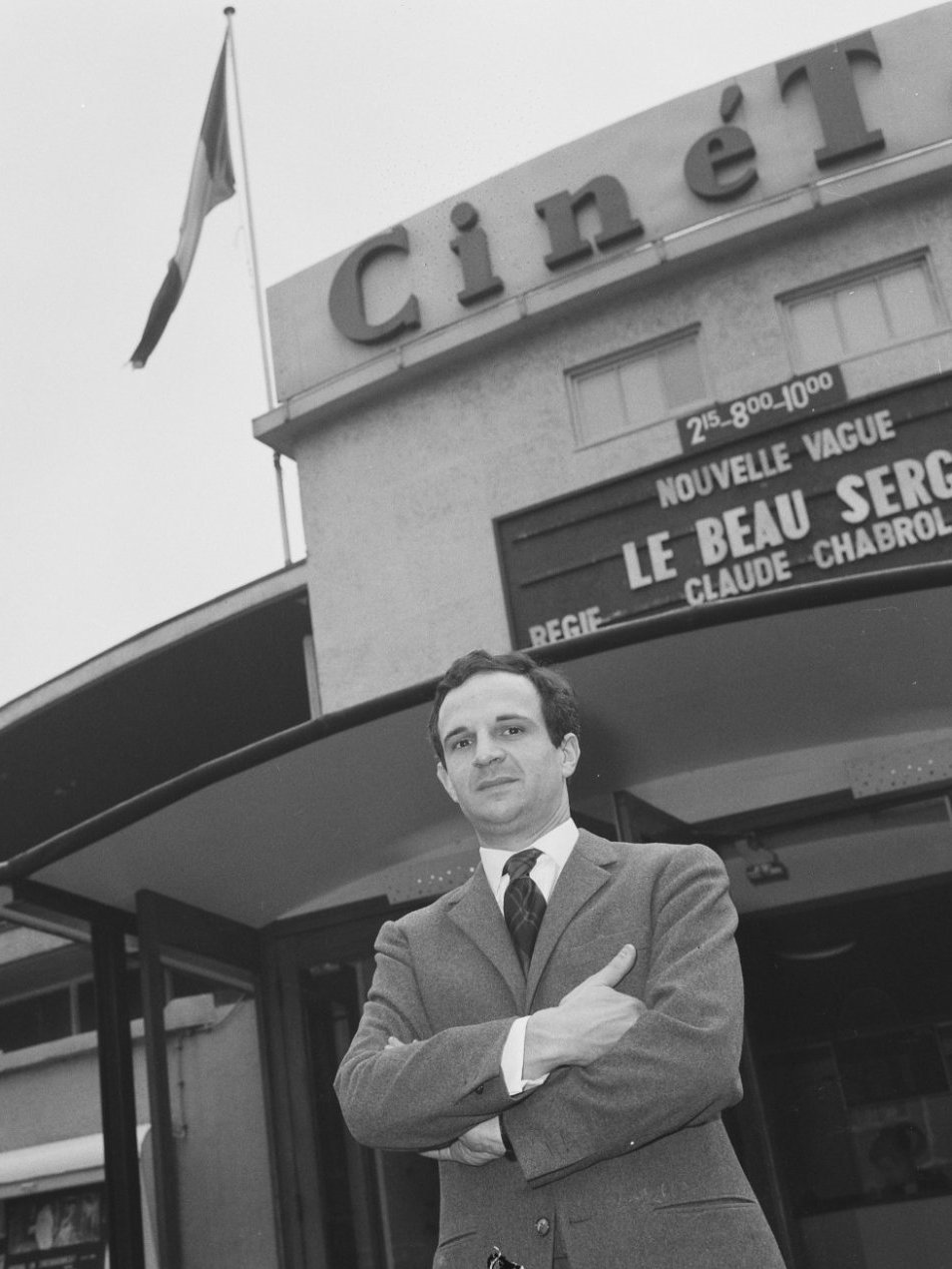
François Truffaut le 15 mars 1965, posant devant le cinéma CinéTol à Amsterdam, où est à l'affiche Le Beau Serge.

- Le Beau Serge est considéré comme étant le premier long métrage de la Nouvelle Vague[2],[3]
- Le tournage s'est déroulé du 4 décembre 1957 au 4 février 1958 à Sardent, dans la Creuse, village où Claude Chabrol a passé son enfance pendant la guerre.
- Le titre du film vient d'un pari entre Claude Chabrol et son ami le producteur Serge Lebeau, sur la possibilité de faire un film sur son nom.
- Le personnage joué par Claude Chabrol est ici nommé La Truffe en référence à son ami François Truffaut dont c'était le surnom au sein de l'équipe des Cahiers du cinéma[4]. Le personnage joué par Philippe de   Broca est quant à lui nommé en référence à Jacques Rivette, autre membre de l'équipe.
- Après le court-métrage Les Mistons (1958) réalisé par François Truffaut, le Beau Serge est la deuxième collaboration à l'écran du couple formé à la ville par les acteurs Gérard Blain et Bernadette Lafont peu avant leur séparation. Répugnant à laisser sa jeune épouse, encore mineure, à se lancer dans une carrière au cinéma, Blain ne l'avait finalement autorisée à participer à ces deux tournages qu'à titre exceptionnel et par amitié pour les deux réalisateurs[4].
- Blessé au dos consécutivement à une chute lors du tournage, Jean-Claude Brialy achètera le château de Monthyon pour y passer sa convalescence. Cette demeure, qui engloutira les cachets perçus par son propriétaire au cours de sa prolifique carrière et qu'il lèguera à la ville de Meaux, sera son havre de paix et celui de nombre de ses amis[5].

## Récompense
- Prix du meilleur réalisateur lors du Festival international du film de Locarno en 1958
- Prix Jean-Vigo en 1959